# Власов, Пётр Васильевич
Пётр Васильевич Власов (род. 25 июля 1973, г. Юрьев-Польский Владимирской области) — российский журналист и писатель, автор книги «Приключения эрмитажных котов». C ноября 2019 года главный редактор газеты «Культура».

## Биография
Закончил в 1995 году Московский государственный университет (МГУ) по специальности «международная журналистика». Работал в новостном агентстве ИТАР-ТАСС в Лондоне.
Создатель и первый главный редактор делового журнала РБК и деловой газеты РБК daily (2006—2009). Также работал заместителем главного редактора в издании gazeta.ru, проректором в Московском государственном институте культуры.
Главный редактор портала «Культуромания». C ноября 2019 года главный редактор газеты «Культура».

### Писатель
Активную творческую деятельность как писатель ведёт с 2015 года. В этом году вышли две его книги для детей — «Рыцарь, кот и балерина. Приключения эрмитажных котов» и «Путешествие за край Земли». В 2016 году вышла совместная с Ольгой Власовой книга для подростков «Драуген. История мальчика, который стал звездой». В 2017 году вышла в их соавторстве романтическая «Сказка о потерянной осени».
Наибольшим успехом у читателей в России пользуется книга «Приключения эрмитажных котов». Она переведена также на китайский (2019) и французский языки (2019). В конце 2021 года «Приключения эрмитажных котов» были переведены на итальянский язык и опубликованы в Италии. На местном рынке ее представило крупное итальянское издательство De Agostini.
В 2019 году вышла его новая книга в соавторстве с Ольгой Власовой — роман-антиутопия «Московская стена», который вошёл в лонг-лист «АБС-премии» 2020 года и лонг-лист премии «Ясная Поляна» 2020 года.

## Награды
- Лауреат Международной премии стран СНГ «Искусство книги» 2015 года[13]
- Лауреат Международной детской литературной премии имени В. П. Крапивина 2016 года[14]